# Klinkenmühle (Nuthe-Urstromtal)

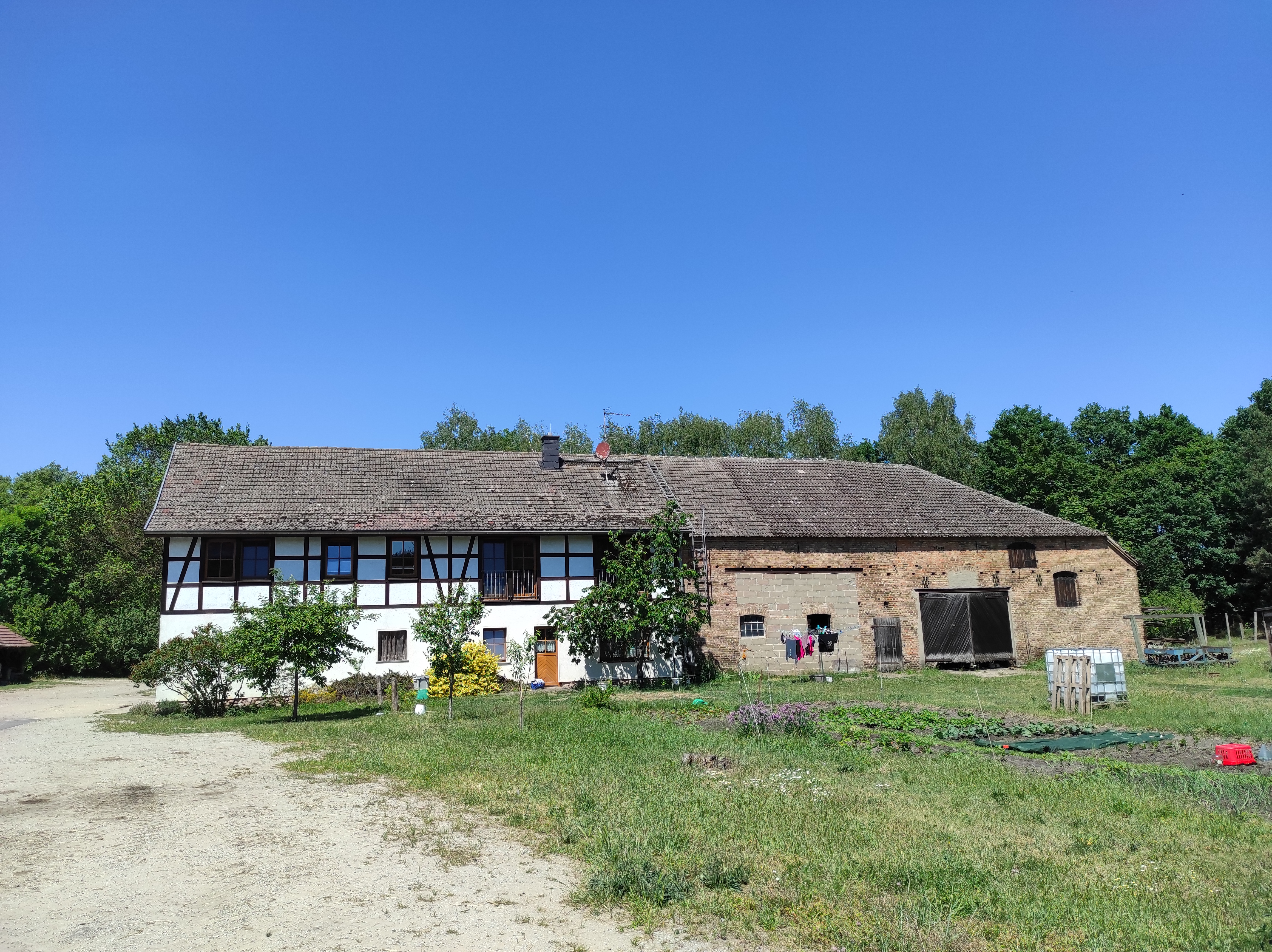
Gehöft von Südosten

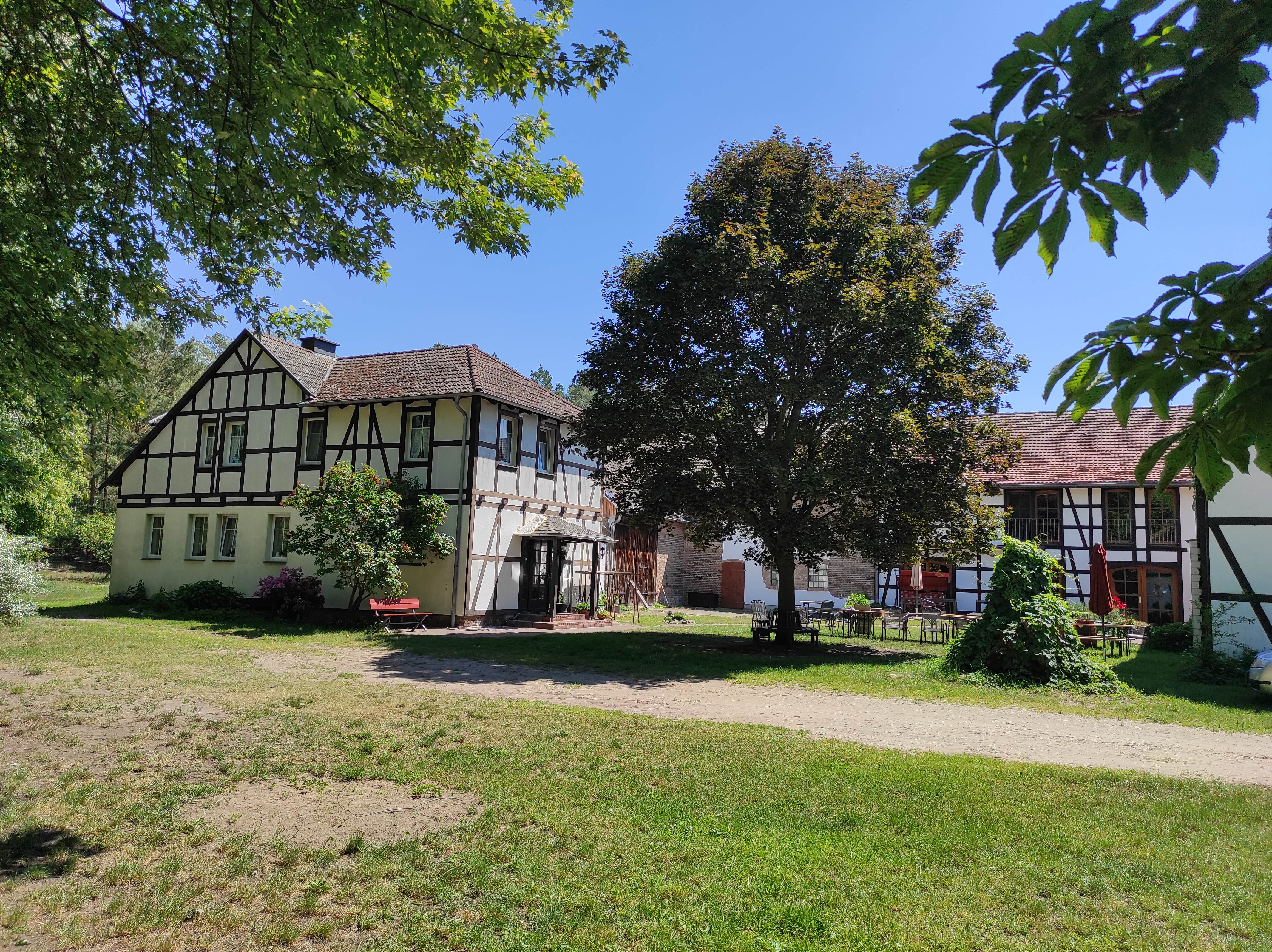
Gehöft, Innenhof

Die Klinkenmühle ist eine historische Wassermühle am Pfefferfließ und ein Wohnplatz auf der Gemarkung von Gottsdorf, einem Ortsteil der Gemeinde Nuthe-Urstromtal im Landkreis Teltow-Fläming (Brandenburg). Die Mühle wurde 1480 erstmals urkundlich erwähnt. Sie ist nach dem Müller Gores Klincken benannt, der 1617 als dortiger Müller belegt ist. Der Name der Mühle wechselte jedoch bis ins 19. Jahrhundert mit dem älteren Namen Untermühle. Der Mahlbetrieb wurde 1953 eingestellt.

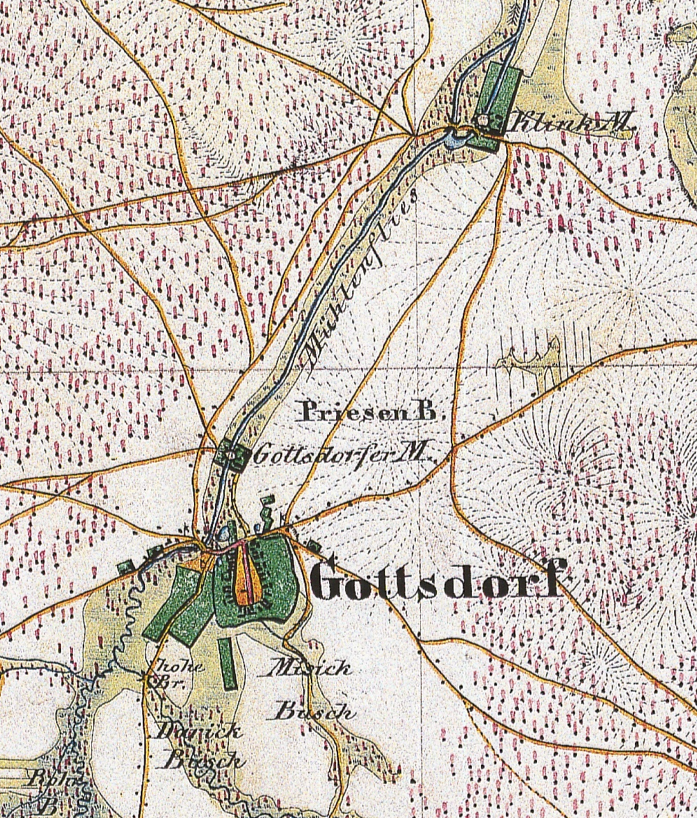
Gottsdorf mit der Obermühle (hier Gottsdorfer Mühle) und Klinkenmühle, Ausschnitt aus dem Urmesstischblatt 3844 Hennickendorf von 1841

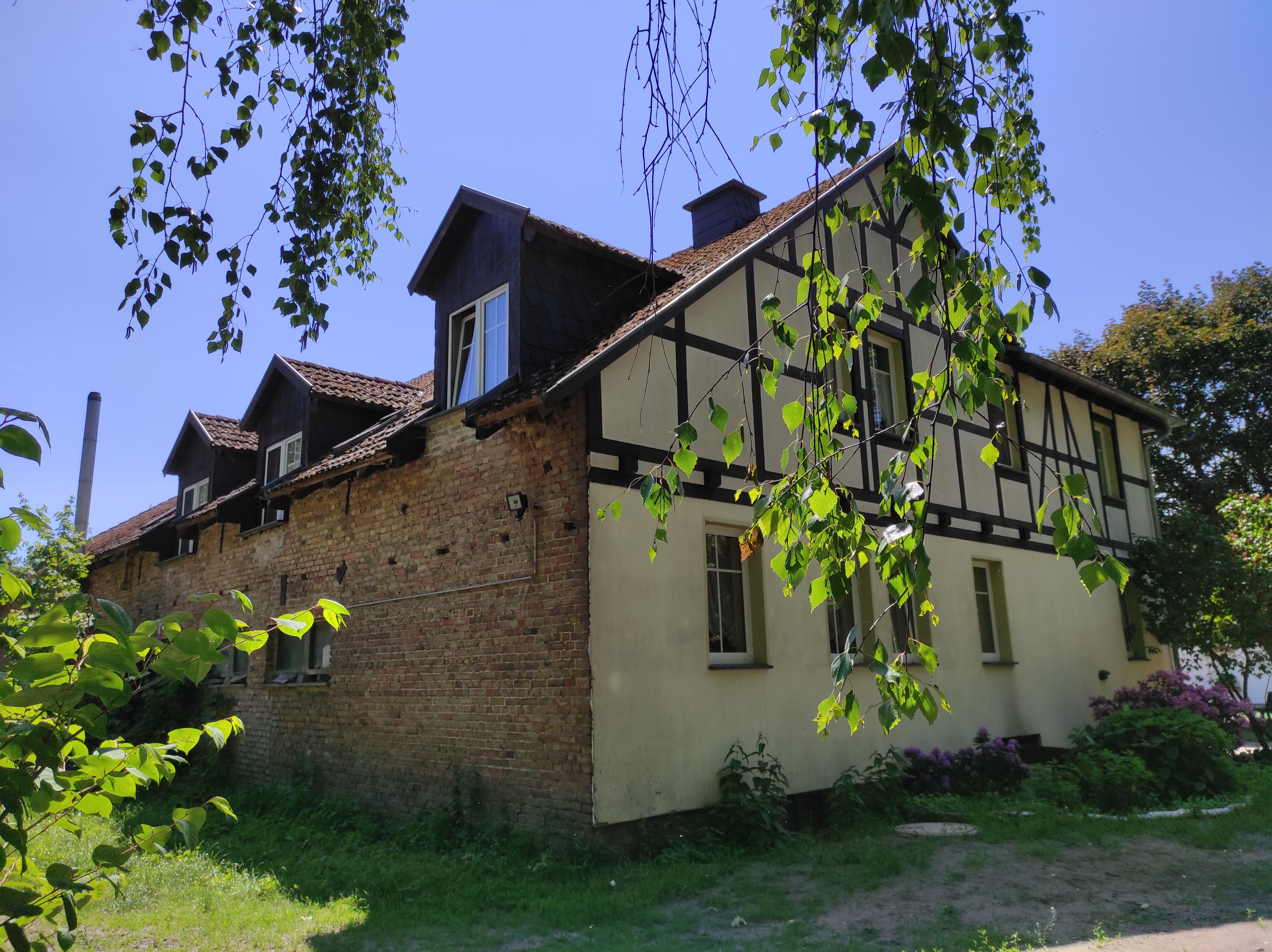
Ehemaliges Mühlengebäude

## Lage
Der Wohnplatz liegt 1,2 km nordöstlich vom Ortskern von Gottsdorf am Pfefferfließ. Klinkenmühle ist nur über den Klinkenmühler Weg von Gottsdorf zu erreichen. Der Wohnplatz liegt völlig von Wald und Wiesen umgeben auf 44 m ü. NHN. Westlich liegt das Naturschutzgebiet Oberes Pfefferfließ.

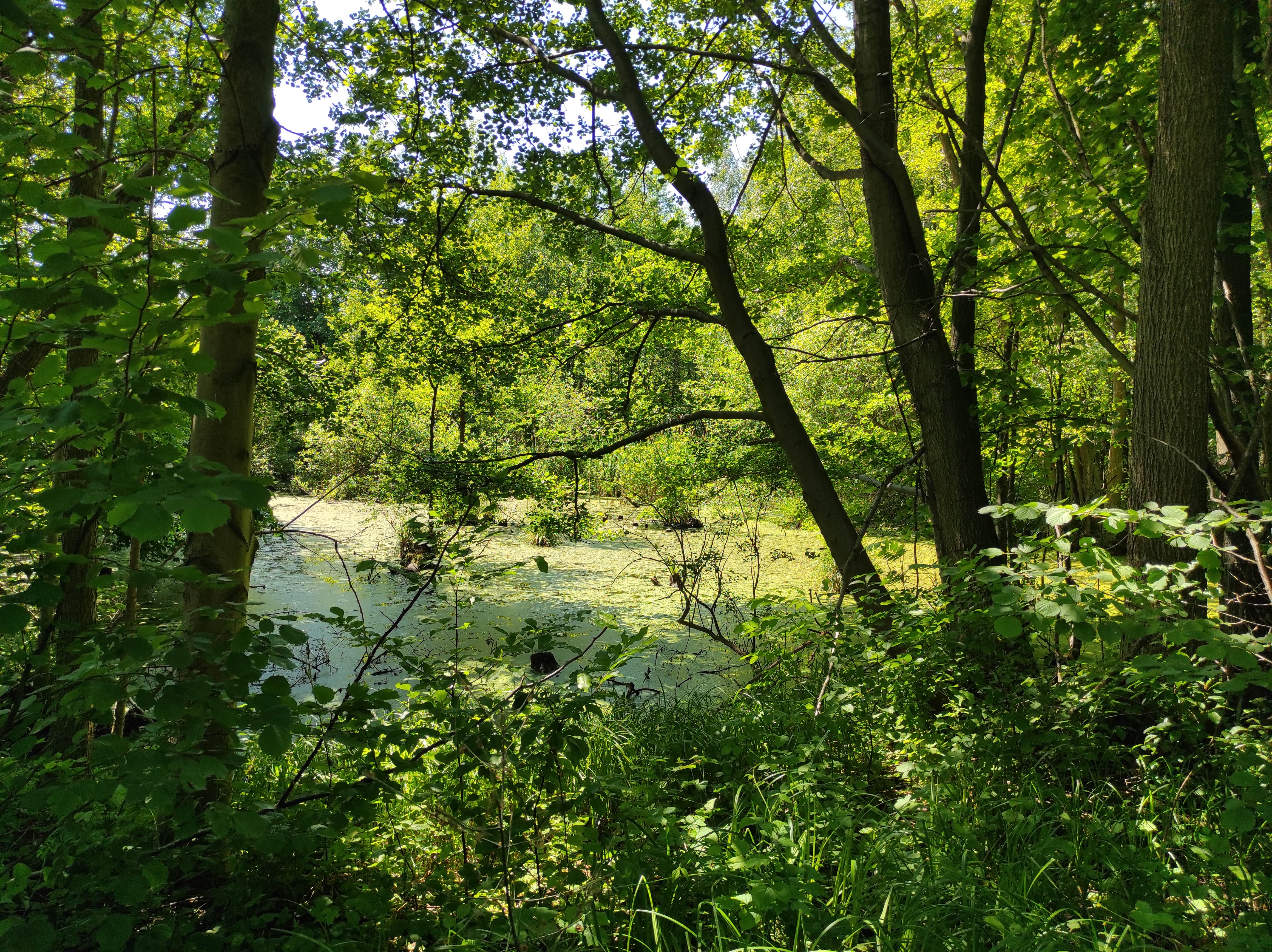
Mühlteich

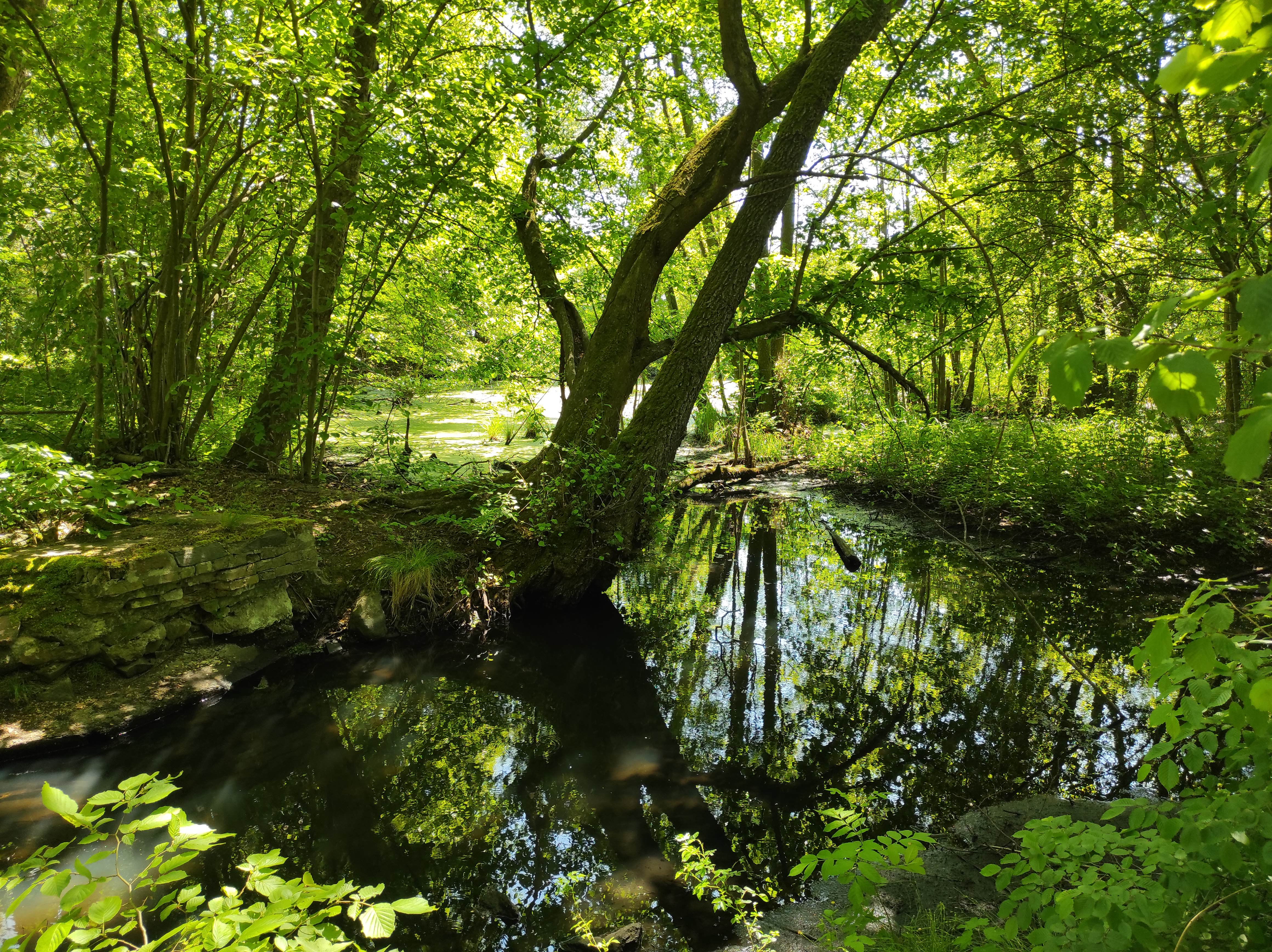
Mühlenteich mit Umfluter

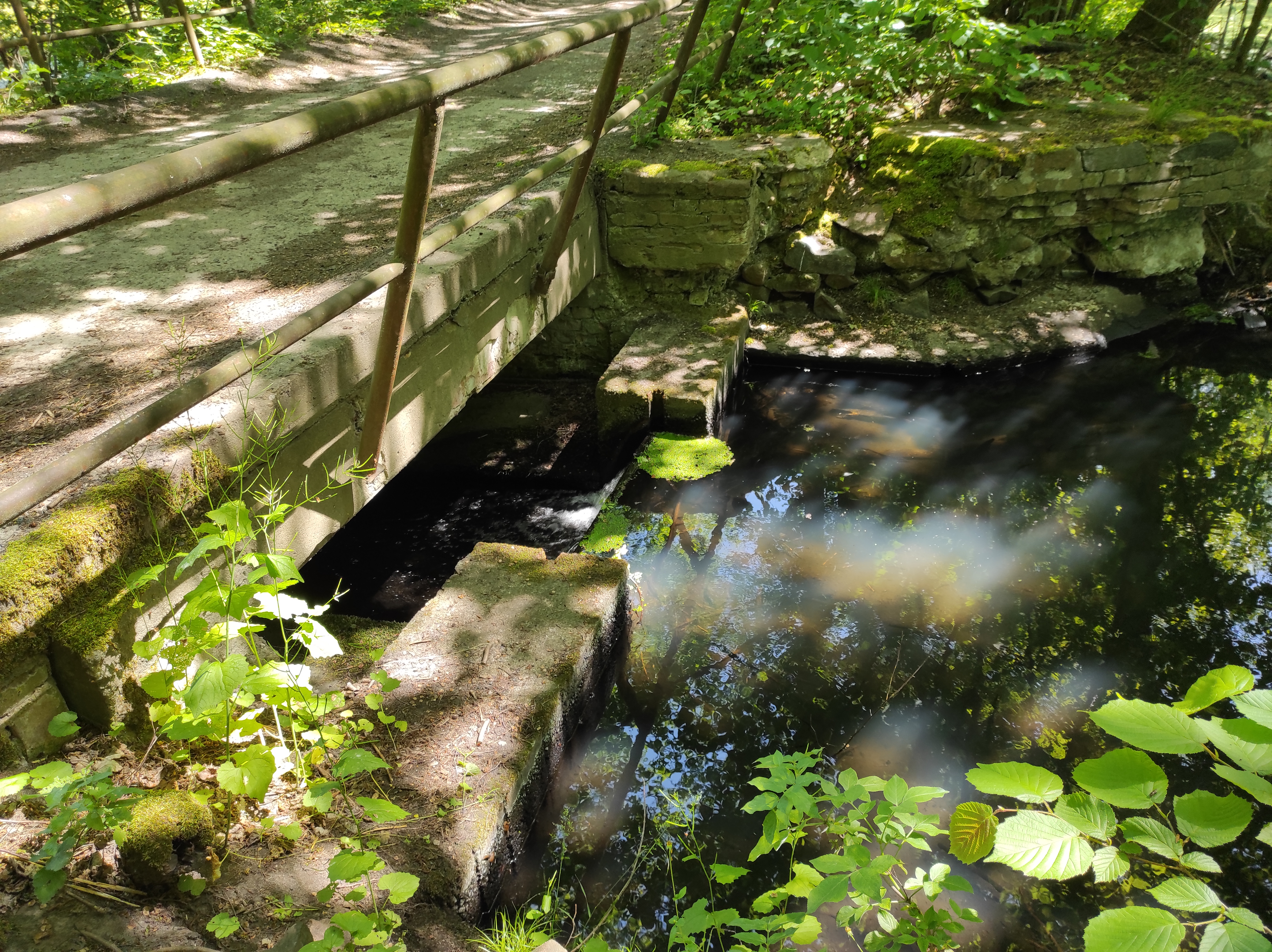
Freiarche mit Durchfluss zum großen Teich

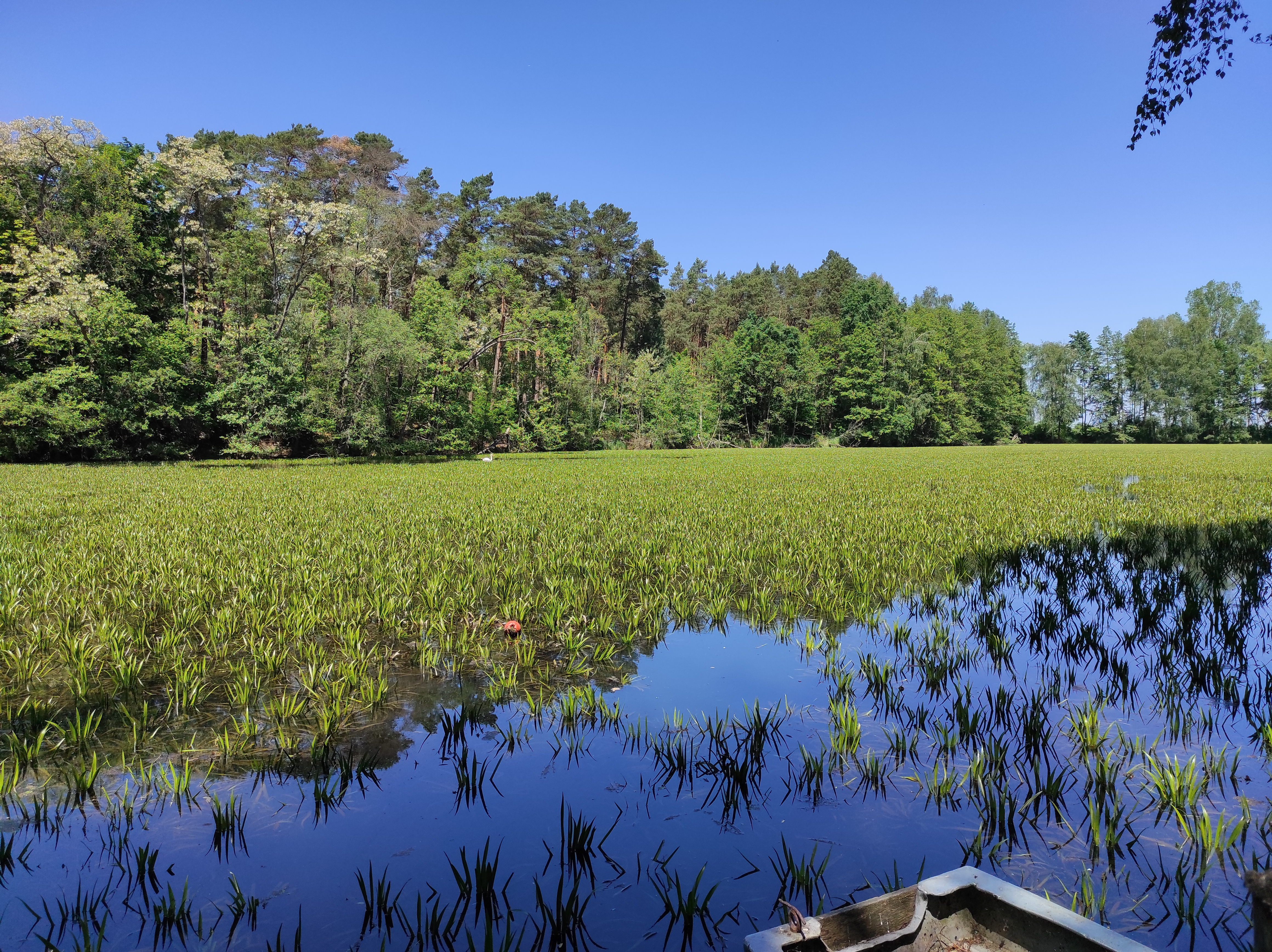
Großer Teich, bewachsen mit Krebsschere

## Geschichte
Die Mühle wird zusammen mit der anderen Gottsdorfer Wassermühle, der Obermühle bereits 1480 erstmals urkundlich erwähnt (die beide godsdorfische Mühlen). Der Name Klinkenmühle rührt von einem Besitzer namens Gores Klincken her, der 1617 als Müller auf der Mühle belegt ist. Der Name erscheint erstmals 1750 mit der Nennung der Gottsdorfsche Unter- oder so genante Klinke-Mühle. Die volkstümlichen Erklärungen, dass der Große Kurfürst nach der (angeblichen) Versetzung der Mühle an einen gefällereicheren Abschnitt des Pfefferfließes den Ausspruch getan haben soll: Jetzt klingts besser, oder auch dass die damaligen Müller das Fließ angeblich klingen hörten, sind ins Reich der Legenden zu verweisen. Der Name Klinkenmühle konnte sich aber lange nicht gegen den älteren Namen Untermühle durchsetzen; so führt Friedrich Wilhelm Bratring die Mühle wieder unter dem Namen Untermühle. Der ältere Name rührt von der Lage her, im Gegensatz zur weiter fließaufwärts und näher an Gottsdorf gelegenen Obermühle.
Zur Zeit der Erstnennung 1480 gehörte die Klinkenmühle dem Kloster Zinna. Sie blieb Klosterbesitz bis zur Säkularisation des Klosters im Jahr 1553. Die Klosterbesitzungen wurden mit Aufhebung des Klosters in das Amt Zinna eingebracht. Die Mühle blieb dann im (Ober-)Besitz des Amtes Zinna bis zur Auflösung des Amtes 1872. 1568 wird die Mühle als sehr gering beschrieben, was immer man darunter verstehen mag. Für 1743 ist belegt, dass die Zinnaer Amtsdörfer Gottsdorf, Berkenbrück, Dobbrikow, Nettgendorf, Kemnitz und Zülichendorf Zwangsmahlgäste in den beiden Gottsdorfer Wassermühlen waren.
1617 war Gores Klincken Müller in der Klinkenmühle, die damals noch die Untermühle hieß. Von 1650 bis 1670 folgte ihm Hans Tegener als Müller in der Klinkemühle. Die Klinkenmühle blieb nun bis weit in das 20. Jahrhundert im Besitz der Familie Tegener/Tägener – eine Seltenheit, dass eine Müllerfamilie so lange auf einer Mühle sesshaft war. 1680 klagten die beiden Gottsdorfer Müller gegen die Gemeinde Gottsdorf, weil sie ihrer Meinung nach von der Gemeinde mit zu hohen Kontributions- und Einquartierungslasten belegt wurden. 1686 wurde der Müller der besagten Mühle der Klinkenmüller genannt. Für 1642 und für 1775 ist überliefert, dass die Untermühle zwei Gänge hatte. Bei Büsching 1775 heißt die Mühle Klinckemühle; als Besitzer nennt er das Amt Zinna. Dagegen wurde der Müller 1749 und 1755 wiederum als Untermüller bezeichnet.
Friedrich Wilhelm August Bratring (1805) führt die beiden Gottsdorfer Wassermühlen unter Gottsdorf auf, 2 Wassermühlen, die Ober- und die Untermühle genannt. Auch das Ortschafts=Verzeichniß des Regierungs=Bezirks Potsdam von 1817 schreibt: Gottsdorf mit Ober- und Untermühle. Die Bezeichnung Untermühle war jedoch im Amt Zinna bereits nicht mehr gebräuchlich. 1818 wurde dem Klinkenmüller Ludwig Tägener die Mühlenpacht erlassen. Die Gründe sind nicht bekannt.
1808 wurde der Mühlenzwang in Preußen aufgehoben. 1819 beantragte Ludwig Tägener Entschädigung durch Aufhebung des Mühlenzwangs. Sellenthin nennt die Mühle Klinkenmühle auch Untermühle, allerdings ohne weitere Angaben. Im Urmesstischblatt Nr. 3844 Hennickendorf von 1844 ist die Wassermühle als Klink Mühle eingezeichnet. Nach dem Werk Ortschafts-Statistik des Regierungs-Bezirks Potsdam von 1861 (Stand: 1858) bestand der Wohnplatz Klinken-Mühle (auch Unter.Mühle) aus 6 Wirtschaftsgebäuden, in denen 15 Personen wohnten, Wohngebäude werden nicht genannt, sicher ein Irrtum. Die Mühle ist als Wassergetreidemühle charakterisiert.
1861 hatte die Klinkenmühle auch Untermühle neun Einwohner. 1871 stand im Wohnplatz Klinkenmühle wieder nur ein Wohnhaus, das fünf Bewohner hatte. 1885 und 1895 hatte die Klinkenmühle jeweils 6 Bewohner. Um 1900 gehörten zur Klinkenmühle auch 14,25 ha Land. 1924/25 beantragte Adolf Tägener die Eintragung des Fischereirechts im Pfefferfließ. Adolf Tägener betrieb die Klinkenmühle auch noch 1935.
Nach Wagenbreth wurde der Bau massiv zweigeschossig vermutlich im 18. Jahrhundert errichtet. Zuletzt war eine moderne Francis-Turbine eingebaut. 1953 wurde der Mahlbetrieb eingestellt. Seit 1991 ist die Klinkenmühle ein Biolandhof und eine Bauernhofpension der Familie Lütteken.

## Kommunale Zugehörigkeit
Die Klinkenmühle gehörte bis 1872 zum Amt Zinna. Mit der Auflösung der Domänenämter 1872/74 wurden deren hoheitliche Befugnisse den Kreisen und neu geschaffenen Amtsbezirken übertragen. Gottsdorf kam zum Amtsbezirk 16 Dobbrikow des Kreises Jüterbog-Luckenwalde. Nach der Revision und endgültige(n) Feststellung der Amtsbezirke in den Kreisen des Regierungsbezirks Potsdam betr. von 1881 gehörten nun zum Amtsbezirk 16 Dobbrikow des Kreises Jüterbog-Luckenwalde die Orte: Dobbrickow, Nettgendorf, Hennickendorf, Frankenfelde, Berkenbrück, Frankenförde und Gottsdorf mit Klinkenmühle und Obermühle. Gottsdorf wurde zum 1. April 1974 nach Frankenförde eingemeindet. Nach der Wende wurden 1992 Ämter gebildet, die die Verwaltungsgeschäfte der vielen, oft sehr kleinen Gemeinden übernahmen. Frankenförde mit seinem Ortsteil Gottsdorf schloss sich mit 19 anderen Gemeinden zum Amt Nuthe-Urstromtal zusammen, das allerdings bereits zum 6. Dezember 1993 wieder aufgelöst wurde, da sich die beteiligten Gemeinden zur neuen Gemeinde Nuthe-Urstromtal zusammenschlossen. Seitdem ist Frankenförde ein Ortsteil der Gemeinde Nuthe-Urstromtal, Gottsdorf hat nun ebenfalls den Status eines Ortsteils, Klinkenmühle ist ein Wohnplatz.
Gottsdorf gehörte im Mittelalter zum Land Jüterbog des Erzstiftes Magdeburg, ab 1680 zum Luckenwalder Distrikt des Herzogtums Magdeburg. 1773 kam der Luckenwaldesche Kreis zum Landesteil Kurmark der Mark Brandenburg. 1816 wurde der Luckenwaldesche Kreis mit sächsischen Gebieten, die erst 1815 zu Preußen gekommen waren, zum Kreis Jüterbog-Luckenwalde vereinigt. Bereits 1946 wurde dieser Kreis geteilt, und Gottsdorf kam wieder zum Kreis Luckenwalde. Der Kreis Luckenwalde wurde 1993 mit den Kreisen Jüterbog und Zossen zum Landkreis Teltow-Fläming vereinigt.

## Müller und Mühlenmeister (Übersicht)
- 1618 Gores Klincken Vndermüllers
- 1650/70 Hans Tegener, Müller in der Klinkenmühle[4]
- 1702 Christian Tegener, Müller in der Klinkenmühle[4]
- 1818 Ludwig Tägener[8]
- (1924) bis (1935) Adolf Tägener

## Mühlengebäude und wasserbauliche Anlagen
Das Mühlengebäude ist noch erhalten, aber zu einem Wohnhaus umgebaut. Äußerlich sind keine Spuren erkennbar, die darauf hindeuten könnten, dass das Gebäude einmal eine Wassermühle war. Der Mühlteich ist noch erhalten, wenn auch inzwischen stark verwachsen. Der Mühlkanal wurde zugeschüttet und ist auf dem Hofgelände nur noch andeutungsweise erkennbar. Der Umfluter führt unter dem ehemaligen Mühlendamm hindurch zu einem großen Teich.
Der Teich unterhalb des Mühlteichs wurde vermutlich zur Fischzucht genutzt; er ist jetzt Angelgewässer. Im Sommer 2022 war die Oberfläche völlig zugewachsen mit einer an sich seltenen und daher geschützten Pflanze, der Krebsschere (Stratiotes aloides). Der Teich kippte um und eutrophierte, was sich auch durch starken Gestank und ein Fischsterben bemerkbar machte. Der Teich musste mit Hilfe eines Mähbootes entkrautet werden, damit er sich erholen konnte.